# Khải Hưng
Khải Hưng (sinh ngày 18 tháng 11 năm 1948) là một đạo diễn, Nghệ sĩ Nhân dân Việt Nam, nguyên giám đốc Trung tâm Phim truyền hình Việt Nam, Phó Chủ tịch Hội Điện ảnh Việt Nam. Ông là người sáng lập của nhiều chương trình nổi tiếng như Văn nghệ Chủ Nhật, Gặp nhau cuối tuần, Gặp nhau cuối năm, là người đặt nền móng cho dòng phim truyền hình và được xem là "cha đẻ" của giờ phim Việt trên Đài Truyền hình Việt Nam. Ông cũng là tổng đạo diễn cho 40 tập đầu tiên của loạt phim Cảnh sát hình sự. Đặc biệt, bộ phim Lời nguyền của dòng sông do ông đạo diễn là phim truyền hình đầu tiên của Việt Nam đoạt giải thưởng lớn tại một Liên hoan phim Quốc tế.

## Tiểu sử
Khải Hưng tên đầy đủ là Nguyễn Khải Hưng, sinh ngày 18 tháng 11 năm 1948 tại Hà Nội, từng tốt nghiệp khoa Vật lý trường Đại học Sư phạm Hà Nội 2. Làm giáo viên trong một thời gian ngắn, ông chuyển sang nghề lập trình viên và công tác tại một viện nghiên cứu. Năm 1979, ông theo học lớp Đạo diễn khóa đầu tiên của Đại học Sân khấu - Điện ảnh.

## Sự nghiệp
Năm 1982, ông cho ra mắt Người thành phố, bộ phim trên băng từ đầu tiên của truyền hình Việt Nam. Đây cũng được xem là bộ phim truyền hình đầu tiên của Việt Nam. Không lâu sau khi tốt nghiệp, bộ phim "Đứa con tôi" của Nguyễn Khải Hưng đã đạt Huy chương vàng tại Liên hoan phim Việt Nam lần thứ 6 diễn ra vào năm 1983. Năm 1985, ông bắt tay vào sản xuất bộ phim Cánh diều nhỏ, bộ phim video đầu tiên của Trung tâm Nghe nhìn, Đài Truyền hình Việt Nam.
Đến năm 1993, cái tên Nguyễn Khải Hưng thực sự được biết đến rộng rãi khi bộ phim "Lời nguyền của dòng sông" đoạt giải thưởng phim xuất sắc tại Liên hoan phim truyền hình quốc tế Brucxen (Bỉ). Bộ phim đã gây được tiếng vang lớn khi trở thành bộ phim làm trên chất liệu băng từ đầu tiên đoạt giải thưởng ở một liên hoan quốc tế.
Năm 1994, chương trình Văn nghệ Chủ Nhật chính thức ra đời, Khải Hưng là người chịu trách nhiệm chính. Bộ phim Mẹ chồng tôi của Khải Hưng cũng trở thành bộ phim đầu tiên của chương trình này. Năm 1995, ông được bổ nhiệm làm Phó giám đốc rồi Giám đốc Hãng phim truyền hình Việt Nam. Trong giai đoạn từ 1997 đến 2000, ông liên tiếp đảm nhiệm đạo diễn và tổng đạo diễn của nhiều bộ phim thuộc loạt phim Cảnh sát hình sự. Năm 2000, ông tiếp tục cho ra đời Gặp nhau cuối tuần. Trong suốt thời gian phát sóng, ngoài sự ủng hộ của khán giá truyền hình Việt Nam, chương trình cũng nhận được nhiều luồng ý kiến trái chiều, bên cạnh đó là nhiều tin đồn xung quanh việc dừng sản xuất chương trình. Đến giữa năm 2006 thì chương trình chính thức dừng phát sóng.
Năm 2003, Hãng phim truyền hình Việt Nam được đổi tên thành Trung tâm Phim truyền hình Việt Nam, ông trở thành giám đốc đầu tiên và đảm nhiệm vai trò này cho đến khi về hưu. Cũng trong năm này, chương trình hài thường niên của mùa Tết Nguyên Đán là Gặp nhau cuối năm ra đời; Khải Hưng được xem là "cha đẻ", người khai sinh ra chương trình truyền hình nổi tiếng này. Mặc dù liên tục gặp phải nhiều tranh cãi, nhiều tin đồn cũng như dự định ngừng phát sóng, nhưng cho đến nay, chương trình Gặp nhau cuối năm vẫn được xem là "món ăn tinh thần" của khán giả truyền hình Việt Nam trong đêm giao thừa.
Năm 2005, với vai trò Giám đốc VFC, Khải Hưng được bầu làm Phó chủ tịch Hội Điện ảnh Việt Nam khóa 6, nhiệm kỳ 2005–2010. Trước đó, ông cũng đã đảm nhận chức vụ Phó Tổng thư ký của hội nhiệm kỳ 2000–2005. Năm 2007, ông nhận được Giải thưởng Nhà nước Văn học Nghệ thuật cho 3 tác phẩm Mẹ chồng tôi, Lời nguyền của dòng sông và Không còn gì để nói. Cũng trong năm này, ông được nhà nước trao tặng danh hiệu Nghệ sĩ Nhân dân. Năm 2009, ông về hưu và chính thức thành lập hãng phim Khải Hưng.

## Tác phẩm
| Năm                                            | Tên phim                          | Vai trò  | Vai trò   | Vai trò            | (Đồng) Đạo diễn            | Phát sóng | Phát sóng | Chú   | Nguồn           |
| Năm                                            | Tên phim                          | Đạo diễn | Biên kịch | Khác               | (Đồng) Đạo diễn            | Tập       | Kênh      | Chú   | Nguồn           |
| ---------------------------------------------- | --------------------------------- | -------- | --------- | ------------------ | -------------------------- | --------- | --------- | ----- | --------------- |
| 1983                                           | Người thành phố                   | Có       |           |                    |                            | 1         | VTV1      | [ b ] | [ 37 ] [ 38 ]   |
| 1983                                           | Đứa con tôi                       | Có       |           |                    |                            | 1         | VTV1      |       | [ 39 ] [ 40 ]   |
| 1985                                           | Cánh diều nhỏ                     | Có       |           |                    |                            | 1         | VTV1      | [ c ] | [ 41 ] [ 42 ]   |
| 1986                                           | Bản anh hùng ca số 5              | Có       |           |                    |                            | 1         | VTV1      |       | [ 43 ]          |
| 1988                                           | Bến đợi                           | Có       |           |                    |                            | 1         | VTV1      |       | [ 44 ] [ 45 ]   |
| 1989                                           | Mặt trời bé con                   | Có       |           |                    |                            | 1         | VTV1      |       | [ 46 ] [ 47 ]   |
|                                                | Vụ án không khởi tố               | Có       |           |                    |                            | 1         | VTV1      |       | [ 48 ] [ 49 ]   |
| 1992                                           | Lời nguyền của dòng sông          | Có       | Có        | Không              |                            | 1         | VTV1      | [ d ] | [ 50 ] [ 7 ]    |
| 1995                                           | Với anh chiến tranh chưa kết thúc | Có       |           |                    |                            | 1         | Hanoi     |       |                 |
| 1996                                           | Nguyễn Thị Minh Khai              | Không    | Không     | Biên tập           | Bạch Diệp                  | 1         | VTV1      |       |                 |
| 1996                                           | Sinh ngày 2-9                     | Có       | Không     | Không              |                            | 1         | VTV1      | [ e ] | [ 51 ] [ 52 ]   |
| 1996                                           | Lửa trầm                          | Không    | Có        | Biên tập           |                            | 1         | VTV1      |       | [ 53 ]          |
| 1997                                           | Vị khách lúc giao thừa            | Có       | Không     | Không              |                            | 1         | VTV1      | [ f ] | [ 54 ] [ 55 ]   |
| 1997                                           | Ký ức một thời                    | Có       | Không     | Không              |                            | 1         | VTV1      | [ g ] | [ 56 ] [ 57 ]   |
| 1998                                           | Người trên núi                    | Không    | Không     | Biên tập           | Nguyễn Hữu Phần            | 1         | VTV1      |       |                 |
| 1998                                           | Chân dung biển                    | Có       | Không     | Không              |                            | 1         | VTV1      |       | [ 58 ] [ 59 ]   |
| 1998                                           | Gió qua miền tối sáng             | TĐD      | Không     | Không              | Phạm Thanh Phong           | 30        | VTV1      |       | [ 60 ]          |
| 1999                                           | Nơi gặp gỡ của hai con tàu        | Có       | Không     | Không              |                            | 1         | VTV1      | [ f ] | [ 61 ]          |
| 2000                                           | Trăng muộn                        | Có       | Không     | Không              |                            |           | VTV1      |       | [ 62 ]          |
| 2000                                           | Nơi cơn lũ đi qua                 | Có       | Không     | Không              |                            | 1         | VTV1      | [ f ] | [ 61 ]          |
| 2000                                           | Quên                              | Có       |           |                    |                            | 1         | VTV1      | [ f ] |                 |
| 2000                                           | Gặp nhau cuối tuần                | Có       |           |                    |                            |           | VTV3      |       |                 |
| 2000                                           | Chú dế nhỏ tội nghiệp             | Không    | Không     | Biên tập           | Hoàng Trần Doãn            | 1         | VTV3      | [ h ] |                 |
| 2002                                           | Không còn gì để nói               | Có       | Không     | Không              |                            | 1         | VTV3      |       | [ 63 ] [ 64 ]   |
| 2002                                           | Mã số thần kỳ                     | Có       | Không     | Có                 | Mạc Văn Chung              | 1         | VTV1      | [ f ] | [ 65 ]          |
| 2003                                           | Gặp nhau cuối năm                 | Có       |           |                    |                            |           | VTV       | [ i ] |                 |
| 2005                                           | Ngôi nhà cổ tích                  | Có       | Không     | Không              |                            | 1         | VTV1      | [ f ] | [ 66 ] [ 67 ]   |
| 2008                                           | Nhà có nhiều cửa sổ               | Không    | Có        | Chỉ đạo nghệ thuật | Phi Tiến Sơn               | 27        | VTV1      |       | [ 68 ] [ 69 ]   |
| 2008                                           | Những người độc thân vui vẻ       | Không    |           | Nội dung           | Trọng Trinh                | 170       | VTV3      |       |                 |
| 2010                                           | Xả xì choét                       | Có       |           |                    |                            | 26        | HN1       | [ j ] | [ 70 ] [ 71 ]   |
| 2010                                           | Để gió cuốn đi                    | Không    |           | Biên tập           | Nguyễn Mai Hiền            | 26        | VTC1      |       |                 |
| 2014                                           | Hạnh phúc không ở cuối con đường  | Có       |           |                    |                            | 36        | VTV1      | [ k ] | [ 72 ] [ 73 ]   |
| 2015                                           | Tái sinh                          | Có       |           |                    |                            |           | VTV1      |       | [ 74 ] [ 75 ]   |
| 2016                                           | Hợp đồng hôn nhân                 | Có       | Không     |                    |                            | 35        | VTV1      | [ k ] | [ 76 ] [ 77 ]   |
| 2017                                           | Nơi ẩn nấp bình yên               | Không    |           | Biên tập           | Nguyễn Đức Hiếu            | 27        | VTV1      |       | [ 78 ] [ 79 ]   |
| 2019                                           | Cưới đi kẻo ế phần 3              | Có       |           |                    |                            |           |           | [ f ] | [ 80 ]          |
| 2019                                           | Sinh tử                           | Có       | Không     |                    | Nguyễn Mai Hiền            | 80        | VTV1      |       | [ 81 ]          |
| 2020                                           | Cưới đi kẻo ế phần 4              | Có       |           |                    |                            |           |           | [ f ] | [ 82 ] [ 83 ]   |
| Phát sóng trong chương trình Văn nghệ Chủ Nhật |                                   |          |           |                    |                            |           |           |       |                 |
| 1994                                           | Mẹ chồng tôi                      | Có       | Không     | Không              |                            | 2         | VTV1      | [ l ] | [ 84 ] [ 85 ]   |
| 1994                                           | Người tình của cha                | Có       |           |                    |                            | 1         | VTV1      |       | [ 86 ] [ 87 ]   |
| 1994                                           | Điệp khúc tình yêu                | Có       |           |                    |                            | 1         | VTV1      |       | [ 88 ]          |
| 1994                                           | Cuốn sổ ghi đời                   | Không    | Không     | Biên tập           | Tất Bình, Nguyễn Hữu Luyện | 2         | VTV1      |       |                 |
| 1995                                           | Bản giao hưởng đêm mưa            | Có       |           |                    |                            | 1         | VTV1      |       | [ 89 ] [ 90 ]   |
| 1995                                           | Huyền thoại vườn vải              | Có       | Không     | Không              |                            | 1         | VTV1      |       | [ 91 ]          |
| 1995                                           | Tu hú gọi bầy                     | Không    | Không     | Có                 | Bùi Cường                  | 4         | VTV1      |       |                 |
| 1995                                           | Những người sống bên tôi          | Không    | Có        | Không              | Tất Bình                   | 5         | VTV1      | [ m ] | [ 92 ] [ 93 ]   |
| 1996                                           | Những người sống bên tôi phần 2   | Không    | Có        | Không              | Tất Bình                   | 5         | VTV1      |       | [ 92 ] [ 93 ]   |
| 1996                                           | Ngày trở về                       | Không    | Không     | Biên tập           | Trần Phương                | 3         | VTV1      |       |                 |
| 1996                                           | Người Hà Nội                      | Không    | Không     | Biên tập           | Hoàng Tích Chỉ, Đoàn Lê    | 8         | VTV3      | [ n ] |                 |
| 1996                                           | Tình mãi còn xanh                 | Không    | Không     | Biên tập           | Cao Mạnh                   | 1         | VTV3      |       |                 |
| 1996                                           | Suối Ngàn Lau chảy mãi            | Không    | Không     | Biên tập           | Nguyễn Hinh Anh            | 2         | VTV3      | [ o ] |                 |
| 1996                                           | Đêm trắng                         | Không    | Không     | Biên tập           | Bạch Diệp                  | 1         | VTV3      |       |                 |
| 1997                                           | Tiếng vạc sành                    | Không    | Không     | Biên tập           | Trần Quốc Trọng            | 1         | VTV3      |       |                 |
| 1997                                           | Những giấc mơ bằng giấy           | Có       | Không     | Không              |                            | 1         | VTV3      | [ p ] | [ 94 ] [ 95 ]   |
| 1997                                           | Vợ chồng chị Hòa                  | Không    | Không     | Biên tập           | Bùi Cường                  | 2         | VTV3      |       |                 |
| 1999                                           | Những người săn lùng cái đẹp      | Có       | Không     | Không              |                            | 1         | VTV3      |       | [ 96 ]          |
| 1999                                           | Ba lẻ một                         | Có       | Không     | Không              |                            | 1         | VTV3      |       | [ 97 ] [ 98 ]   |
| 2000                                           | Ngàn năm mây trắng                | Có       | Không     | Không              |                            | 1         | VTV3      | [ q ] | [ 99 ] [ 100 ]  |
| Loạt phim Cảnh sát hình sự                     |                                   |          |           |                    |                            |           | VTV3      |       |                 |
| 1999                                           | Ngược dòng cái chết               | TĐD      | Không     | Không              | Phạm Thanh Phong           | 3         |           |       | [ 101 ] [ 102 ] |
| 1999                                           | Nước mắt của mẹ                   | TĐD      | Không     | Không              | Trọng Trinh                | 4         |           |       | [ 101 ] [ 102 ] |
| 1999                                           | Truy đuổi tội phạm                | TĐD      | Không     | Không              | Nguyễn Hữu Phần            | 4         |           |       | [ 101 ] [ 102 ] |
| 1999                                           | Cái chết con thiên nga            | TĐD      | Không     | Không              | Đỗ Thanh Hải               | 5         |           |       | [ 101 ] [ 102 ] |
| 1999                                           | Kẻ giả danh                       | TĐD      | Không     | Không              | Nguyễn Hữu Phần            | 4         | VTV3      |       | [ 101 ] [ 102 ] |
| 1999                                           | Bí mật hồ hang rắng               | TĐD      | Không     | Không              | Nguyễn Thế Hồng            | 6         | VTV3      | [ r ] | [ 101 ] [ 102 ] |
| 2000                                           | Hãy về với em                     | TĐD      | Không     | Không              | Vũ Trường Khoa             | 4         | VTV3      | [ r ] | [ 101 ] [ 102 ] |
| 2000                                           | Từ đen đến trắng                  | TĐD      | Không     | Không              | Trần Hoài Sơn              | 10        | VTV3      | [ r ] | [ 101 ] [ 102 ] |

## Vinh danh
- Giải thưởng Nhà nước Văn học Nghệ thuật (2007)
- Nghệ sĩ Nhân dân (2007)

### Giải thưởng điện ảnh và đề cử
| Năm  | Giải thưởng                                | Hạng mục                                       | Tác phẩm                 | Kết quả        | Nguồn           |
| ---- | ------------------------------------------ | ---------------------------------------------- | ------------------------ | -------------- | --------------- |
| 1983 | Liên hoan phim truyền hình toàn quốc       |                                                | Đứa con tôi              | Giải vàng      | [ 11 ]          |
| 1992 | Liên hoan phim truyền hình quốc tế tại Bỉ  | Phim xuất sắc                                  | Lời nguyền của dòng sông | Giải vàng      | [ 103 ] [ 104 ] |
| 1995 | Giải thưởng Hội Điện ảnh Việt Nam 1994     | Phim truyện video                              | Mẹ chồng tôi             | Giải B         | [ 105 ] [ 106 ] |
| 1996 | Giải thưởng Hội Điện ảnh Việt Nam 1995     | Phim truyện video                              | Bản giao hưởng đêm mưa   | Giải B         | [ 107 ]         |
| 2001 | Liên hoan phim Việt Nam lần thứ 13         | Phim truyện video                              | Ba lẻ một (301)          | Bông sen vàng  | [ 108 ] [ 109 ] |
| 2001 | Liên hoan phim Việt Nam lần thứ 13         | Đạo diễn xuất sắc nhất (cho phim truyện video) | Ba lẻ một (301)          | Đoạt giải      | [ 110 ]         |
| 2003 | Giải cánh diều lần thứ 1                   | Phim truyện video                              | Không còn gì để nói      | Cánh diều vàng | [ 111 ]         |
| 2004 | Liên hoan phim Việt Nam lần thứ 14         | Phim truyện video                              | Không còn gì để nói      | Bông sen bạc   | [ 112 ]         |
| 2020 | Liên hoan Truyền hình Toàn quốc lần thứ 40 | Phim truyền hình                               | Sinh tử                  | Giải vàng      | [ 113 ]         |

## Đời tư
Khải Hưng và người vợ đầu tiên có một người con trai là đạo diễn Khải Anh. Cuộc hôn nhân này kéo dài hơn 10 năm thì chấm dứt vì tính cách cả hai không hợp nhau. Về sau ông cưới người vợ thứ 2 và có một người con gái. Quan hệ giữa Khải Hưng và con trai Khải Anh từng gây được nhiều sự chú ý, liên quan đến mối quan hệ giữa Khải Anh và người vợ hiện tại của anh là MC Đan Lê.